# Visciano
Visciano község (comune) Olaszország Campania régiójában, Nápoly megyében.

## Fekvése
Nápolytól 30 km-re északkeletre fekszik. Határai: Avella, Baiano, Casamarciano, Liveri, Marzano di Nola, Monteforte Irpino, Mugnano del Cardinale, Nola, Pago del Vallo di Lauro, Sperone és Taurano.

## Története
Nevét valószínűleg Vescia, az antik auson település után kapta. Alapításának körülményeiről keveset tudni. Az első régészeti leletek, egy római villa maradványai valamint síremlékek, az i. e. 1 századból származnak. A középkor során hűbérbirtok volt és csak 1806-ban nyerte el önállóságát, ekkor még Caserta megye keretei belül. 1926 óta tartozik Nápoly megyéhez.

## Népessége
A népesség számának alakulása:

## Főbb látnivalói
- Maria Santissima Consolatrice del Carpinello-bazilika
- Madonna del Sacramento-templom